# 限量反應物
限量反應物（limiting reactant）指的是在化學反應中，相对整个反应的化学计量数，实际被给予的量不足的试剂。
类似反应动力学中的决速步，一旦限量反应物耗尽，哪怕其他参与反应的试剂足量，反應也會停止。
这一概念在有机化学上极其重要。为了计算反应的产率（yield），往往需要知道反应中决定产率的试剂。
与限量反应物对应地，在反应中过量的试剂被称为过量反应物（excess reagents/ reactants ）有时会以"xs"作为标记。

## 限量反應物的重要性
如知道限量反應物的莫爾數, 我們就可以根據化學反應式去計算每一隻反應物所用的莫爾數, 和生成物的莫爾數。

## 例子
3摩爾氫氯酸和1摩爾金屬鋅反應, 假設完全反應, 根據以下反應式, 2摩爾氫氯酸和1摩爾金屬鋅反應後, 反應將會完結。
{\displaystyle {\ce {2HCl + Zn -> ZnCl2 + H2}}}
因為金屬鋅在化學反應中首先耗盡, 所以金屬鋅就是限量反應物。
最後將會生成 1摩爾 {\displaystyle {\ce {ZnCl2}}} 和1摩爾{\displaystyle {\ce {H2}}}, 餘下1摩爾{\displaystyle {\ce {HCl}}}。